# Sietse Bakker

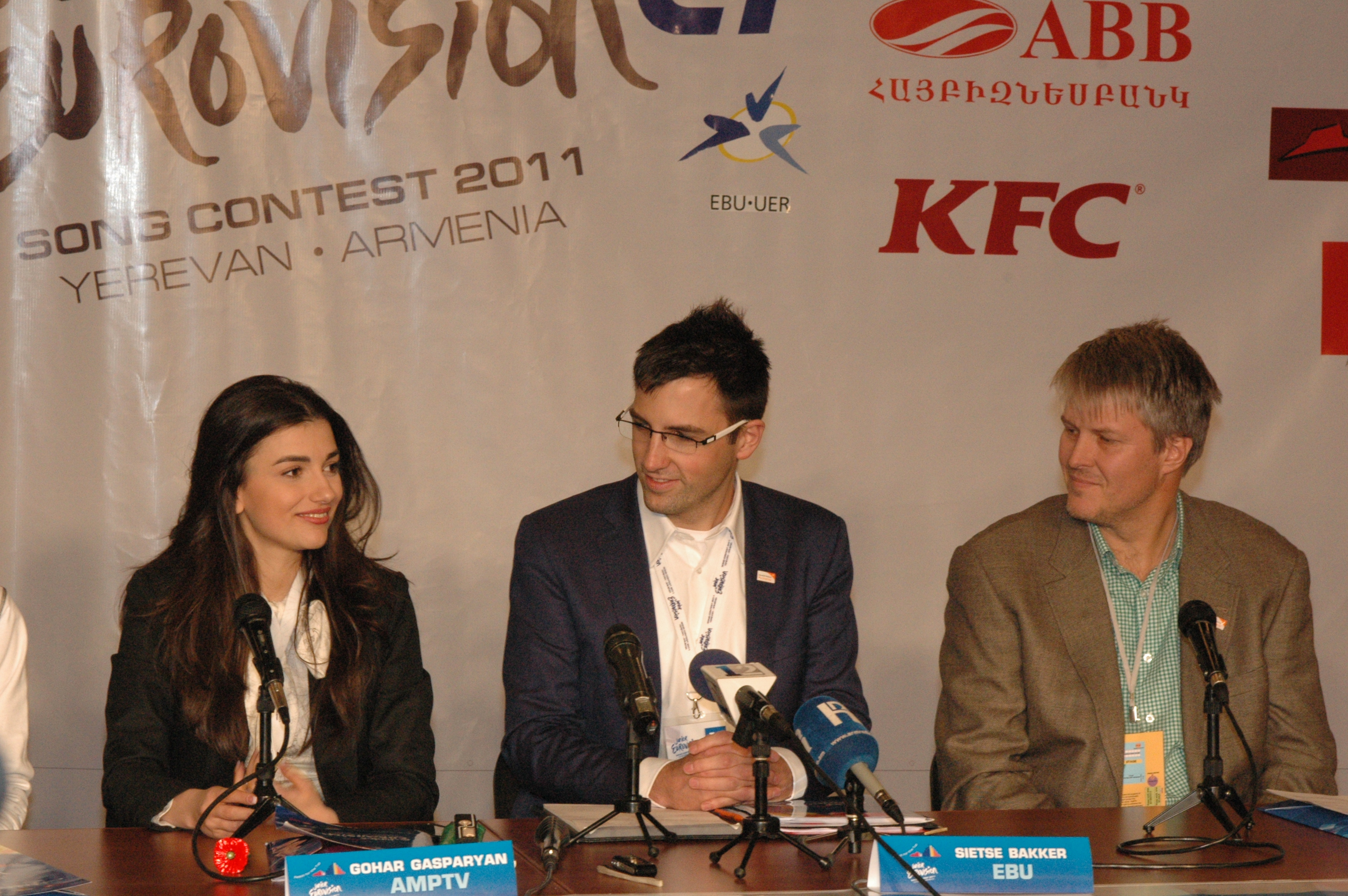
Sietse Bakker en 2011.

Sietse Bakker es un empresario ejecutivo y escritor neerlandés. Actualmente también es supervisor ejecutivo de la Unión Europea de Radiodifusión (UER).
Bakker comenzó su carrera como fundador y editor jefe del sitio web independiente Esctoday.com (dedicado a informar sobre noticias de Eurovisión), a la edad de 18 años. Con 22 años de edad, fue contratado por la UER como Gerente de Nuevos Medios. Dos años más tarde fue ascendido al cargo de Gerente de Comunicaciones y Relaciones Públicas del Festival de Eurovisión y Eurovisión Junior.
Desde el 1 de enero de 2011 hasta finales de 2012, Sietse Bakker fue el Supervisor Ejecutivo del Festival de la Canción de Eurovisión Junior, puesto que le fue designado unos meses antes después de que Svante Stockselius renunciara al cargo. En la edición de 2013 del Festival de la Canción de Eurovisión Junior, fue sustituido por Vladislav Yakovlev para poder centrarse en sus labores en la versión senior del Festival de la Canción de Eurovisión. Actualmente ocupa el cargo de Supervisor de eventos del Festival de Eurovisión. 
Bakker también dirige la empresa holandesa de gestión de eventos Wow!works. En 2009 fue elegido como uno de los 25 jóvenes empresarios más exitosos de los Países Bajos. En 2010 terminó como subcampeón en la Competición de Talentos de Comunicaciones del Año en los Países Bajos.
En junio de 2011, Sietse Bakker publicó el libro How To Live Wow!? en neerlandés.